# Condado de Ringgold
O Condado de Ringgold é um dos 99 condados do estado norte-americano de Iowa. A sede do condado é Mount Ayr, que é também a sua maior cidade. O condado tem uma área de 1396 km² (dos quais 3 km² estão cobertos por água), uma população de 5469 habitantes, e uma densidade populacional de 3,9 hab/km² (segundo o censo nacional de 2000). O condado foi fundado em 1847 e recebeu o seu nome em homenagem a Samuel Ringgold (1796–1846), major que morreu na Guerra Mexicano-Americana.